# Jaime García
Jaime Omar García (né le 8 juillet 1986 à Reynosa, Tamaulipas, Mexique) est un lanceur gaucher des Yankees de New York de la Ligue majeure de baseball. 
Ancien joueur des Cardinals de Saint-Louis, il fait partie de l'équipe championne de la Série mondiale 2011.

## Carrière

### Cardinals de Saint-Louis

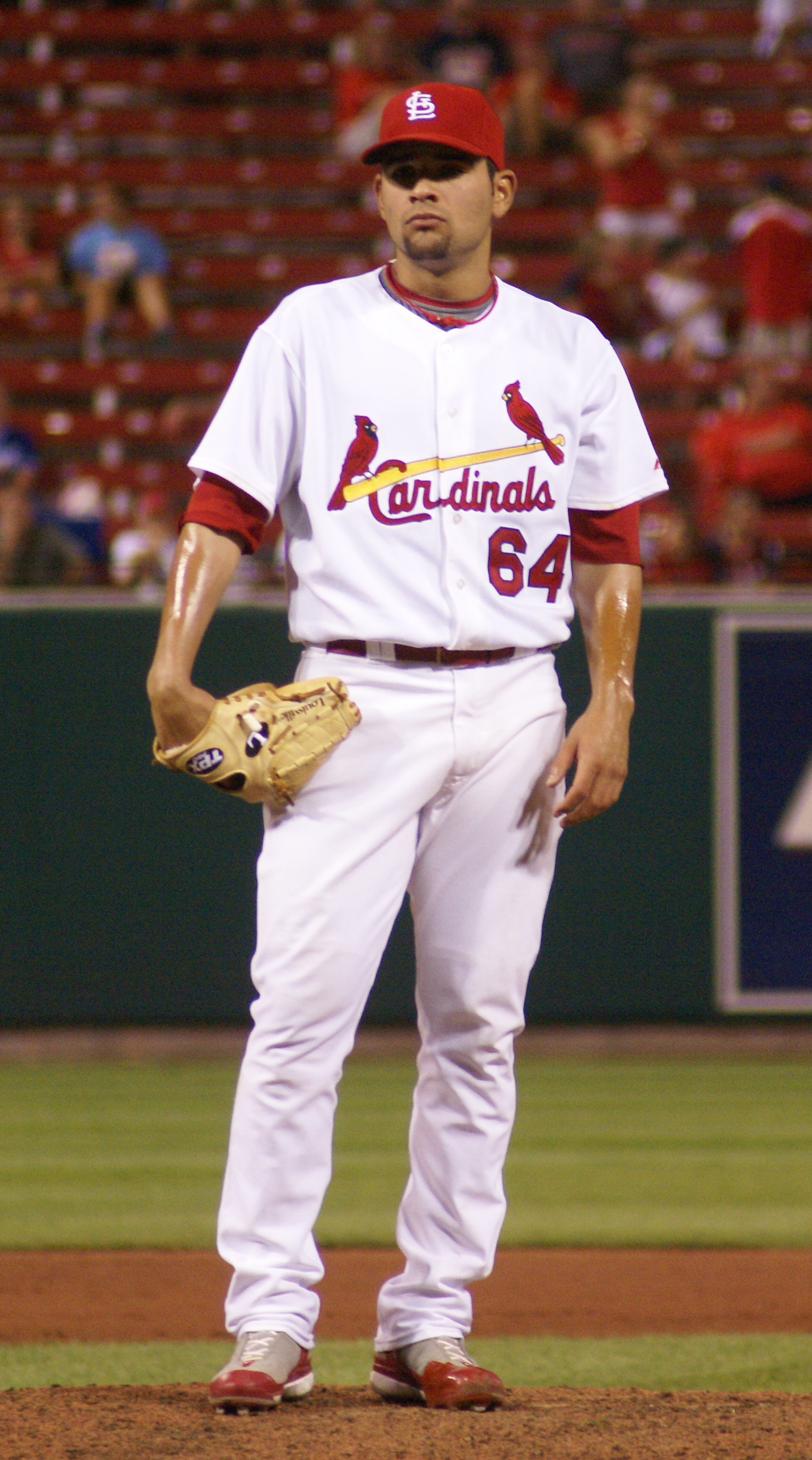
Jaime García en 2008.

Jaime García joue à l'école secondaire Sharyland High School, à Mission au Texas, lorsqu'il est repêché en 30e ronde par les Orioles de Baltimore en 2004. Tous les joueurs sélectionnés par l'équipe doivent répondre à un questionnaire écrit avant d'être embauchés par le club. Le test remis à García est mal traduit en espagnol, et le jeune joueur est refusé par l'équipe. Par conséquent, il passe l'année 2005 sans jouer, puisqu'il est trop âgé pour évoluer pour son high school. Informés de la méprise, les Orioles reviennent sur leur décision initiale et tentent de convaincre García de signer avec l'équipe. Mais même les efforts du dépisteur Joe Almaraz, lui-même hispanophone, ne convainquent pas le jeune Mexicain. Celui-ci choisit d'être à nouveau éligible pour le repêchage amateur, et ce sont les Cardinals de Saint-Louis qui le choisissent, au 22e rang de la séance de 2005.
García fait ses débuts dans les majeures avec Saint-Louis le 11 juillet 2008 comme lanceur de relève. Il est crédité de sa première victoire en carrière le 5 août dans une rencontre opposant les Cards aux Dodgers de Los Angeles. Sa saison prend toutefois fin abruptement en raison d'une blessure. Il affiche en 2008 un dossier de 1-1 et une moyenne de points mérités de 5,63 en dix parties, dont neuf sorties en relève et un départ, totalisant 16 manches lancées.
Il doit subir une opération de type Tommy John pour réparer des ligaments au coude et rate presque la totalité de la saison de baseball 2009. Il peut cependant effectuer un retour en fin d'année, alors qu'il lance en ligue mineure chez les Redbirds de Memphis pour retrouver la forme et préparer son retour chez les Cardinals.

#### Saison 2010
En 2010, Jaime García décroche un poste au sein de la rotation de lanceurs partants des Cards de Saint-Louis.
Le lanceur gaucher portait le numéro d'uniforme 64 à son entrée avec les Cardinals en 2008. Il arbore maintenant le dossard 54. Il effectue 28 départs pour les Cards en 2010, enregistrant 13 victoires contre huit défaites et présentant une excellente moyenne de points mérités de 2,70 à sa saison recrue. Le 22 août 2010, il lance contre les Giants de San Francisco son premier match complet, de surcroît un blanchissage. Il termine bon troisième derrière Buster Posey et Jason Heyward au vote déterminant à l'automne la recrue par excellence de la Ligue nationale.

#### Saison 2011

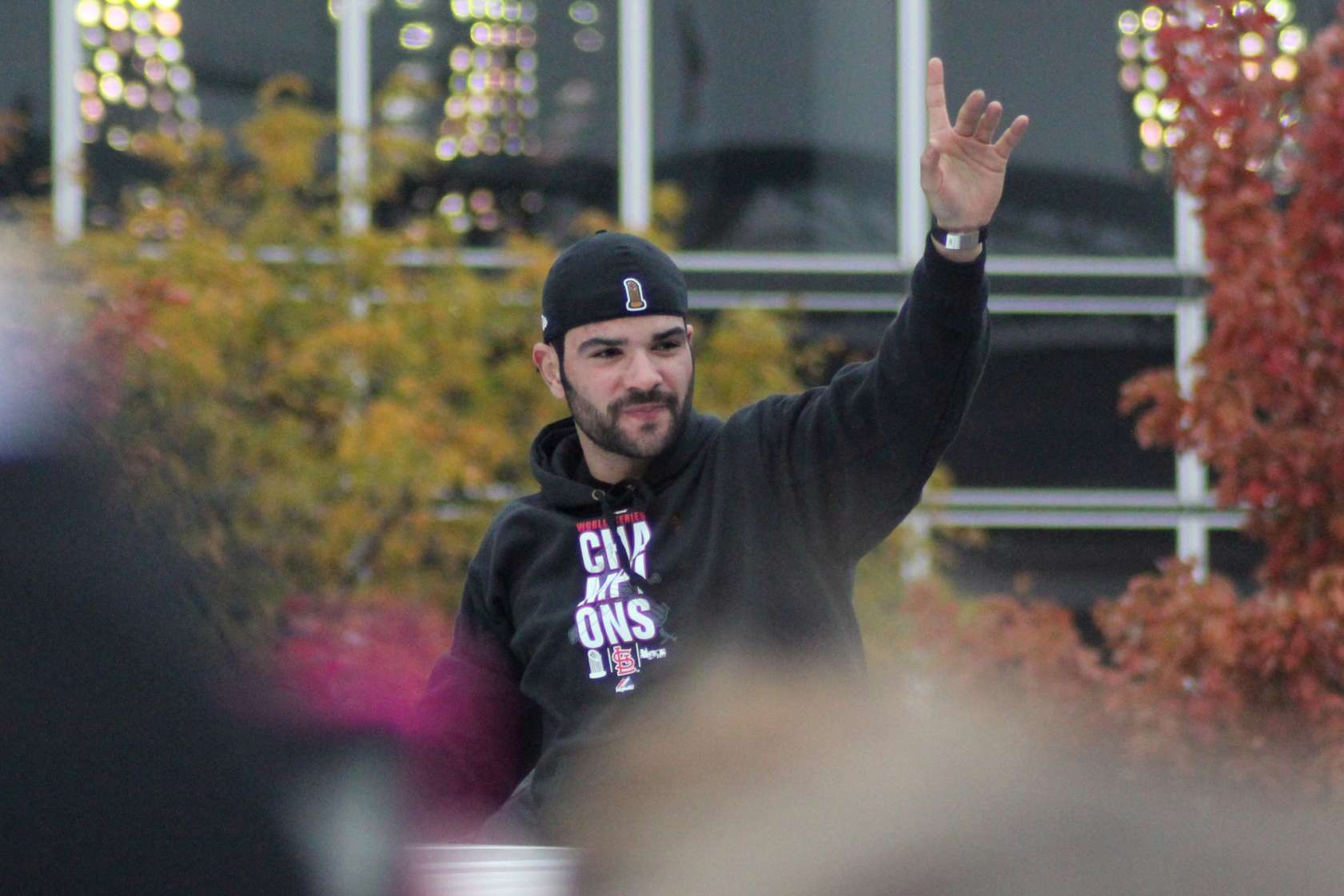
Jaime García participe au défilé des champions de la Série mondiale 2011.

García débute 32 parties en 2011 et gagne 13 matchs contre 7 défaites. Sa moyenne de points mérités s'élève à 3,56 avec deux matchs complets, chaque fois des blanchissages. Il effectue cinq départs dans les séries éliminatoires. Il encaisse la défaite à sa seule sortie contre les Phillies de Philadelphie en Série de divisions et subit la défaite dans l'un de ses deux départs de Série de championnat contre Milwaukee. En Série mondiale 2011, où les Cardinals sont sacrés champions avec une victoire en 7 parties sur les Rangers du Texas, García amorce les matchs #2 et #6 et maintient une excellente moyenne de points mérités de 1,80 en 10 manches lancées. Il n'est pas impliqué dans la décision à ses deux départs en grande finale. Il est particulièrement solide dans le second affrontement où il n'accorde que trois coups sûrs en sept manches, livre un beau duel à son opposant Colby Lewis et quitte le match avec son club en avant 1-0, mais la relève gâche sa performance et Saint-Louis perd 2-1.

#### Saison 2012
García éprouve des douleurs à l'épaule gauche durant la saison 2012, ce qui incite les Cardinals à lui proposer, début juin, du repos pour au moins un mois. Son absence dure finalement 10 semaines, jusqu'au 19 août. Il termine la saison régulière avec sept victoires, autant de défaites, et une moyenne de points mérités de 3,92 en 121 manches et deux tiers lancées dans ses 20 départs. Sur l'effectif de l'équipe à l'amorce des éliminatoires, il est le lanceur partant du second duel de la Série de divisions entre les Cardinals et les Nationals de Washington, mais doit quitter après 2 manches en raison de douleurs à l'épaule et on ne le revoit plus avant le printemps suivant.

#### Saisons 2013 à 2016
En 2013, García effectue 9 départs et en gagne 5, contre deux défaites. Sa moyenne de points mérités s'élève à 3,58 en 55 manches et un tiers. Cependant, ses douleurs à l'épaule ne sont toujours pas disparues et il subit fin mai une opération qui le place sur la touche jusqu'au moins le printemps suivant.
Revenu au jeu en mai 2014, García effectue 7 départs où il affiche une moyenne de points mérités de 4,12 en 43 manches et deux tiers, avec 3 victoires et une défaite, avant qu'il soit opéré de nouveau, cette fois pour le syndrome du défilé thoracobrachial.
Il connaît une bonne saison 2015. Il rejoint les Cardinals le 21 mai et maintient une moyenne de points mérités de seulement 2,43 en 20 départs et 129 manches et deux tiers lancées, ce qui lui permet d'ajouter 10 victoires à sa fiche, contre 6 défaites.
Sa seule sortie lors des éliminatoires de 2015, lors du second match de la Série de division face aux Cubs de Chicago, se solde par une défaite lorsque García alloue 5 points, tous non mérités, dont trois sur un circuit de Jorge Soler.
Il lance 171 manches et deux tiers pour Saint-Louis en 2016, son plus haut total depuis la saison 2011, mais c'est aussi son année la plus difficile : sa moyenne de points mérités se chiffre à 4,30 avec 4 victoires et 7 défaites. 

### Braves d'Atlanta
Le 1er décembre 2016, les Cardinals de Saint-Louis échangent García aux Braves d'Atlanta contre trois jeunes joueurs : les lanceurs droitiers John Gant et Chris Ellis, et le joueur de champ intérieur Luke Dykstra.
En 18 départs et 113 manches lancées pour Atlanta en 2017, García compte 4 victoires contre 7 défaites et une moyenne de points mérités de 4,30.

### Twins du Minnesota
Le 24 juillet 2017, les Braves échangent Jaime García et le receveur Anthony Recker aux Twins du Minnesota contre le lanceur droitier des ligues mineures Huascar Ynoa.
García ne fait partie des Twins moins d'une semaine, le temps de jouer un match, une victoire sur Athletics d'Oakland.
Durant les six jours où García fait partie de l'équipe, les Twins perdent 4 matchs sur 5, étirant une mauvaise séquence de 11 défaites en 15 matchs qui change complètement l'opinion de la direction du club à propos de saison 2017 : après avoir tenté d'améliorer le club afin de poursuivre une qualification en séries éliminatoires, Minnesota lance la serviette et décide d'entrer dans le club des « vendeurs » à l'approche de la date limite des échanges du 31 juillet.

### Yankees de New York
Le 30 juillet 2017, six jours après avoir été acquis par Minnesota, García est transféré aux Yankees de New York en échange de deux lanceurs des ligues mineures, le gaucher Dietrich Enns et le droitier Zack Littell.